# Neckera decurrens
Neckera decurrens är en bladmossart som beskrevs av Brotherus 1923. Neckera decurrens ingår i släktet fjädermossor, och familjen Neckeraceae. Inga underarter finns listade i Catalogue of Life.